# 埃尔巴斯河
埃尔巴斯河（法語：Herbasse，法語發音：[ɛʁbas]）是法国奥弗涅-罗讷-阿尔卑斯大区伊泽尔省的河流，是罗讷河的右支流，长40千米。